# Espingole

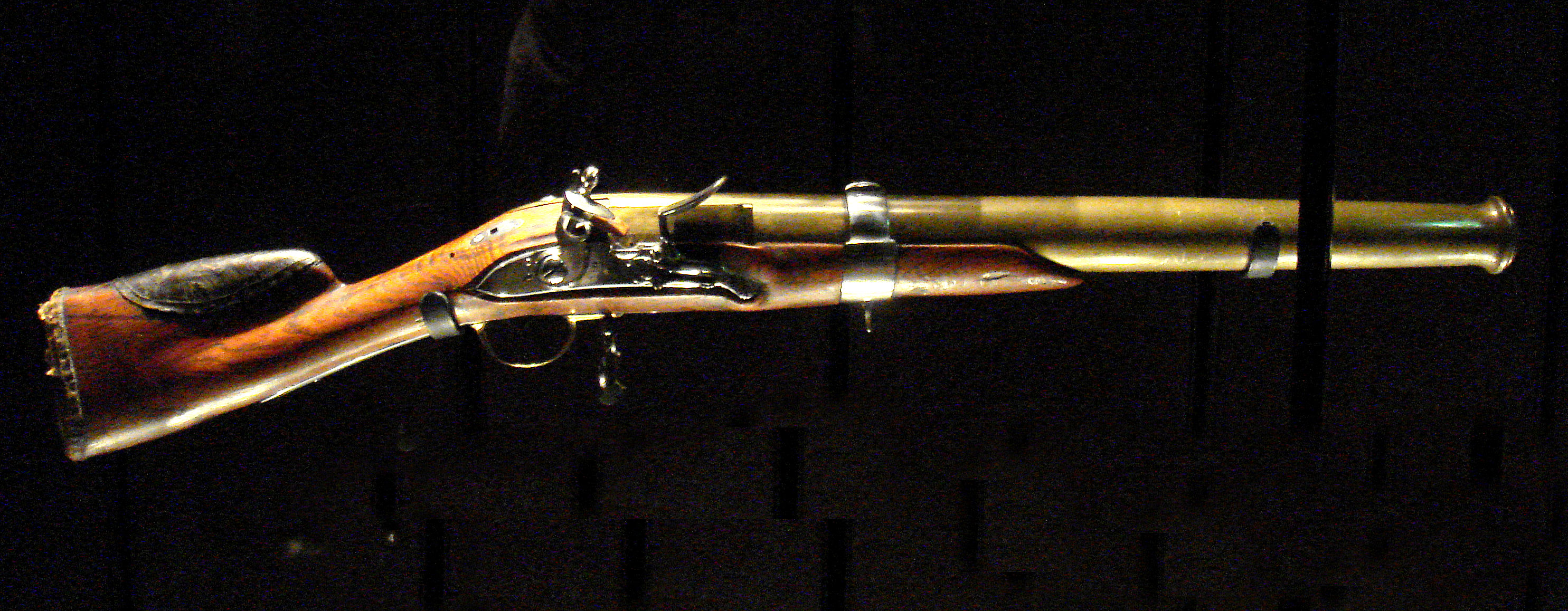
Espingole, Frankreich etwa 1760

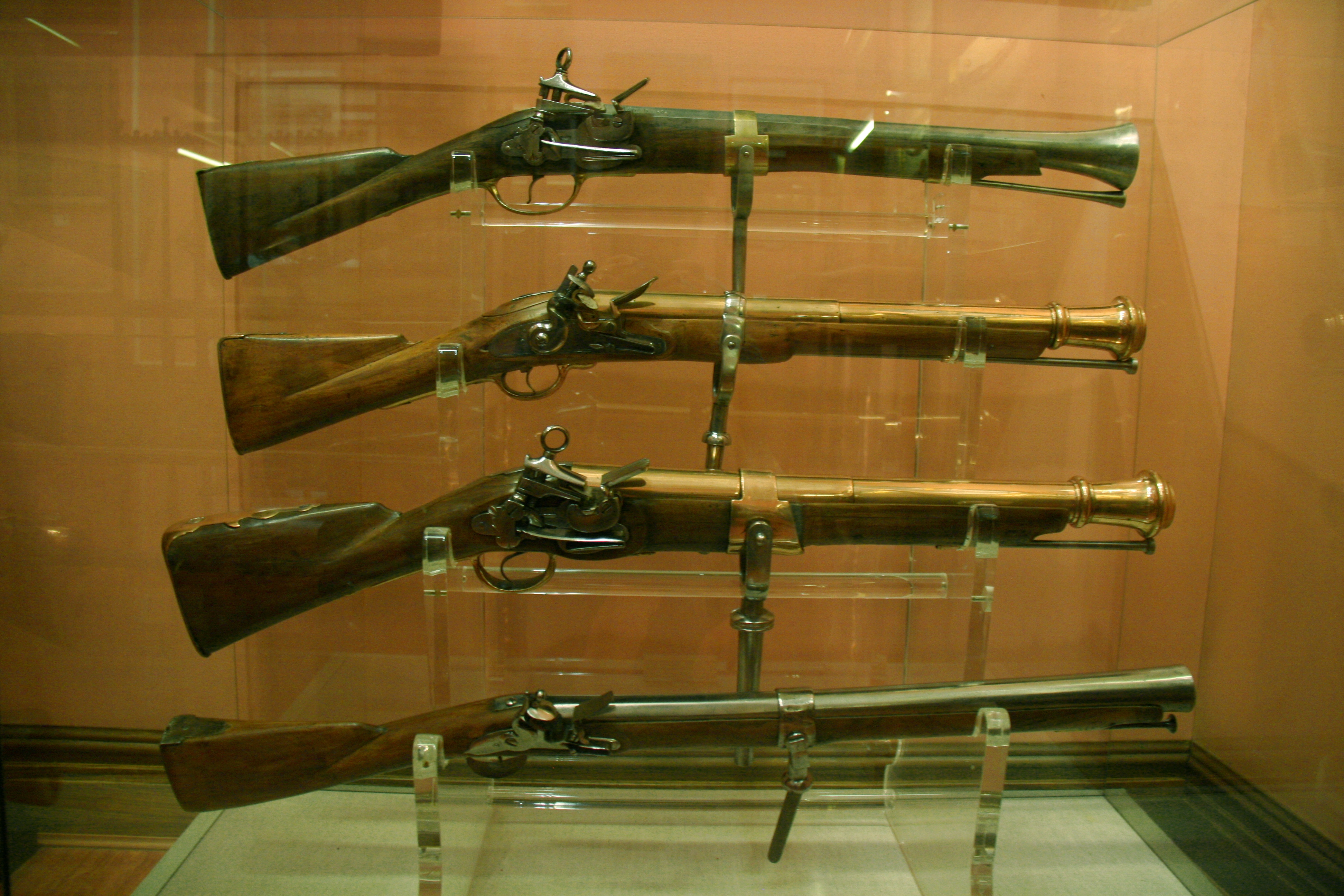
Trabuco, Spanien

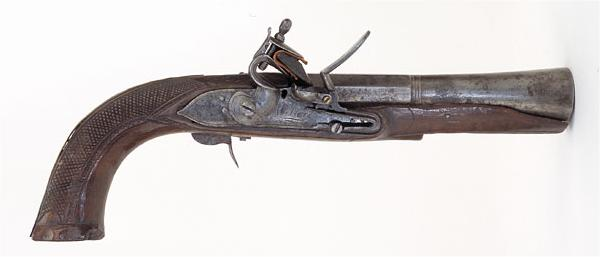
Espingole-Pistole aus dem Mexikanisch-Amerikanischen Krieg, 1847

Die Espingole [ɛspɛ̃ˈgɔl] (auch Spinole, Donnerbüchse, Blunderbuss oder französisch Tromblon genannt) war eine kurze Flinte mit trichterförmig erweiterter Mündung. Genutzt wurden diese Waffen vom frühen 17. bis zum 19. Jahrhundert.
Zur Zündung wurde ein Steinschloss verwendet. Im Vergleich mit den damaligen Musketen war die Espingole kürzer. Schwere Espingolen konnten auch an der Reling als Drehbasse befestigt werden. Es gab aber auch Espingolen in Form einer Pistole d. h. ohne den Hinterschaft als Schulterstütze. Geladen wurden die Espingolen mit Schrot- oder mehreren großkalibrigen Kugeln, grob gehacktem Blei oder ähnlichem. Somit musste die Waffe nicht genau gezielt werden und konnte mehrere Gegner ausschalten.
Der Einfluss der trichterförmigen Mündung auf die Streuung der Geschosse wird kontrovers diskutiert. 2007 ergab eine systematische Untersuchung verschiedener Mündungsformen eine spürbar erhöhte Streuung. Ein weiterer Vorteil der Mündungsform ist das erleichterte Laden. Schwarzpulver und die Geschosse werden nicht so leicht verschüttet, besonders wenn der Schütze sich auf schwankendem Schiffsdeck, fahrender Kutsche oder einem Pferd befand. Gewöhnlich waren Lauf und Beschläge aus Messing, der Schaft aus Nussholz. Die Espingolen waren Waffen für den Nahkampf; so wurden einige auch mit Klappbajonetten ausgerüstet.
Die Espingolen wurden vielfach auf englischen und dänischen Kriegsschiffen verwendet. Kutscher nutzten sie zum Schutz der Postkutschen vor Straßenräubern. Auch von Mamluken der französischen Kaisergarde sowie um 1760 von österreichischen Kürassieren wurden sie genutzt.